# Täljargille
Täljargille är sammanslutning av företrädesvis män som täljer i grupp. Första täljargillet bildades på Kungsholmen i Stockholm 1832 och leddes av träsnidaren Georg Modig. Senare täljargillen som har varit framträndande innefattar till exempel Solna Täljargille som på 60-talet organiserade många uppskattade och välbesökta så kallade täljstämmor.
I vår tid är det Kungsholmens Täljargille (KTG) som i huvudsak driver täljargillets historia framåt lokalt.